# Paul van Geest
Paulus Jacobus Jozef (Paul) van Geest (Den Haag, 5 augustus 1964) is een Nederlandse theoloog. Hij is sinds 2007 voltijds hoogleraar kerkgeschiedenis en geschiedenis van de theologie aan Tilburg University en sinds 2018 deeltijds hoogleraar Theologie en economisch denken aan Erasmus Universiteit Rotterdam. Zijn onderzoek richt zich op het werk van Augustinus, de wisselwerking tussen theologie en spiritualiteit in de Late Middeleeuwen en de raakvlakken tussen de mensbeelden die in de economie en theologie ontwikkeld zijn.

## Carrière
Van Geest werd geboren als zoon van een leraar Frans. Via zijn moeder is hij verwant aan prof. dr. K. Meeuwesse. Na afronding van het gymnasium A (Stanislascollege, Delft, 1982), studeerde hij Nederlandse Taal- en Letterkunde aan de Universiteit Leiden, waar hij in in 1986 bij F. van Oostrom afstudeerde in de medioneerlandistiek. Van 1986 tot 1991 studeerde hij theologie aan de Pontificia Universitas Gregoriana te Rome, waar hij afstudeerde in de fundamentaaltheologie bij R. Fisichella. In 1996 behaalde hij zijn doctoraat aan de Universiteit Utrecht met een dissertatie over de theologische antropologie van Thomas a Kempis. 
Van 1996 tot 2001 werkte Van Geest in het basispastoraat in een parochie in Rotterdam-Oost en van 1997 tot 2003 als postdoctoraal onderzoeker bij de Nederlandse Organisatie voor Wetenschappelijk Onderzoek (NWO) aan de Katholieke Theologische Universiteit Utrecht (thans Tilburg School of Catholic Theology). Hier werd Van Geest in 2001 benoemd tot bijzonder hoogleraar Augustijnse Studies, en in 2004 eveneens tot bijzonder hoogleraar Augustijnse Studies aan de Vrije Universiteit Amsterdam, waar hij de eerste katholieke hoogleraar werd aan de (protestantse) theologische faculteit. In 2007 werd hij benoemd tot hoogleraar kerkgeschiedenis en geschiedenis van de theologie aan Tilburg University. Van 2014 tot 2019 was hij onderzoeksdecaan van de theologische faculteit van Tilburg University. In 2018 werd hij benoemd tot deeltijds hoogleraar Economie en theologisch denken aan Erasmus Universiteit Rotterdam.
Van Geest stond aan de basis van twee internationale universitaire onderzoekscentra. Aan het Centre of Patristic Research van Tilburg University en de Vrije Universiteit Amsterdam  was hij van 2008 tot 2019 directeur. Hier werkten rond de 25 junior en senior-onderzoekers uit binnen- en buitenland met als doel onderzoek doen naar de mystagogie van de kerkvaders. Aan het Erasmus Economics and Theology Institute (2019) is hij wetenschappelijk directeur. Van Geest was daarnaast gasthoogleraar aan de Faculteit Theologie en Religiewetenschappen van de Katholieke Universiteit van Leuven en aan het Anselmianum in Rome (2019-2022).
Verder was Van Geest van 2007 tot 2020 editor van Late Antique History and Religion en is hij editor van onder meer Journal of Economics, Theology and Religion (JETR, EUR); Augustiniana (Leuven) en stichter van Brill’s Studies in Catholic Theology (Brill, Leiden-Boston-Köln). Samen met B.J. Lietaert Peerbolte en D. Hunter was hij Editor in Chief van Brill’s Encyclopedia of Early Christianity, een standaardwerk op het gebied van Nieuwtestamentische studies, patristiek en vroeg christendom.

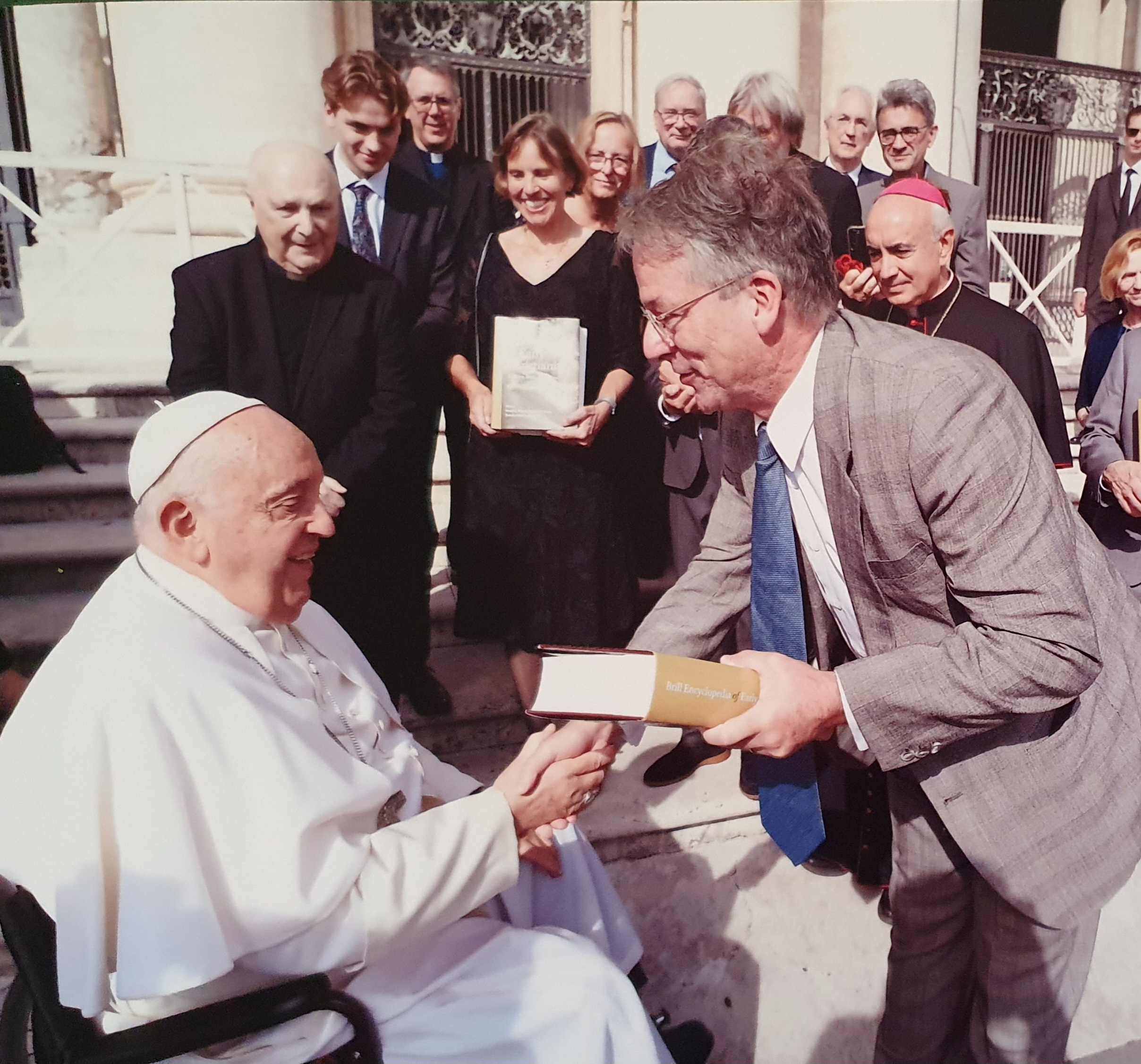
Paul van Geest overhandigt de Brill Encyclopedia of Early Christianity aan Paus Franciscus op 18 september 2024.

## Onderzoek
Het onderzoek van Van Geest was allereerst gericht op de bronnen en de doorwerking van de Devotio Moderna. Hij stelde vast dat ‘bestsellerauteur’ Thomas a Kempis weliswaar de ‘middeleeuwse’ angst voor God aanwakkert, maar deze vrees uiteindelijk wil laten ‘verdampen’ in een liefde voor God en de medemens. In recenter onderzoek constateerde hij bij andere christelijke auteurs eenzelfde dynamiek: bijvoorbeeld in het werk van Augustinus. Zo toont hij het bevrijdende karakter van hun werk, dat niet meer merkbaar was in middeleeuwse traktaten over de hel, waar hun werk als bouwstof voor diende. 
In een volgende fase onderzocht hij de wijze waarop Augustinus inzichten uit de antieke filosofie ‘christianiseerde’ en deze meer bleef waarderen dan hij in zijn Belijdenissen toegaf. Ook stelde hij vast dat Augustinus als vormgever van ‘negatieve theologie’ veel terughoudender over God had gesproken dan in de latere dogmatiek werd gesuggereerd.
Later bestudeerde Van Geest de strategieën waarmee auteurs in het vroege christendom deze religie aantrekkelijk maakte, evenals hun mystagogie.
Ten slotte deed hij onderzoek naar het mensbeeld dat aan economische theorieën en modellen ten grondslag ligt. Van Geest betoogde dat de theologie onontbeerlijk om dit economische mensbeeld te verdiepen. Met Lans Bovenberg pleitte hij voor een relationele economie, waarin niet transacties met het oog op winst als doel op zich centraal staan in de theorievorming maar waarden en menselijke waardigheid.

## Overige activiteiten
Van Geest is onder meer ordinarius van de Pontificia Academia Theologica te Rome, een adviesorgaan van de paus; lid van het Gebiedsbestuur Geesteswetenschappen Koninklijke Nederlandse Academie van Wetenschappen (KNAW); de Koninklijke Hollandsche Maatschappij der Wetenschappen (KHMW); de Suid-Afrikaanse Akademie vir Wetenskap en Kuns (Fakulteit Kuns en Geesteswetenskappe); de European Academy of Sciences and Arts (Klasse VII. „Weltreligionen“).
Maatschappelijk is hij onder meer actief als lid van Raad van Toezicht Ons Middelbaar Onderwijs (OMO) en als lid van de Adviescommissie Analytics van het ministerie van Financiën. Van 2010 tot 2022 was hij columnist bij het Nederlands Dagblad, van 2013 tot 2019 hij het Katholiek Nieuwsblad en vanaf 2022 bij Trouw (Theologisch Elftal). Hij was van 2004 tot 2022 lid en later voorzitter van de redactie van Christendemocratische Verkenningen, het tijdschrift van het Wetenschappelijk Instituut van het CDA.

## Onderscheiding
- Officier in de Orde van Oranje-Nassau (2025).[19][20]

## Trivia
- Van Geest wordt in de Nederlandse media geïnterviewd om de ontwikkelingen in de katholieke kerk wereldwijd en in Nederland te duiden. Zo stelde hij in het NOS journaal van 13 maart 2013 paus Franciscus voor.[21]
- In het seizoen 2014 tot 2015 was Van Geest Theoloog des Vaderlands.[22]
- Tijdens de aanbieding van de miljoenennota in 2021 verwees de minister van Financiën Wopke Hoekstra naar gesprekken die hij met Van Geest had over de zogenaamde ‘relationele economie’.[23]
- In 2024 werden o.a. Van Geest in de gelegenheid gesteld de voltooide Brill Encyclopedia of Early Christianity aan Paus Franciscus aan te bieden en toe te lichten.[24]

## Boeken (selectie)
- Thomas a Kempis (1379/1380 - 1471). Een studie van zijn mens- en godsbeeld. Analyse en tekstuitgave van de Hortulus rosarum en de Vallis liliorum. [Thomas a Kempis (1379/1380 – 1471. Kampen: Kok, 1996. [diss. Utrecht].
- The Incomprehensibility of God. Augustine as a Negative Theologian. Leuven-Dudley: Peeters, 2010; vertaling: La incomprehensibilidad de Dios. Agustín como teólogo negativo. Traducción al castellano Enrique A. Eguiarte Bendímez. Presentación Luis F. Ladaria. Bogota: Universitaria Agustiniana, 2014.
- Seeing through the Eyes of Faith. The Mystagogy of the Church Fathers. Leuven-Paris-Bristol: Peeters, 2016. (Late Antique History and Religion 11);
- Het Katholicisme in Europa. Een geschiedenis. Amsterdam: Boom, 2018. Tweede druk: 2021. [met K. Schelkens, J. van Gennip];
- Kruis en munt. De raakvlakken tussen economie en theologie. Utrecht: Kok Boekencentrum Uitgevers, 2021. [met L. Bovenberg];
- Morality in the Marketplace. Reconciling Theology and Economics Leiden: Brill, 2021.

- Bibliothèque nationale de France: cb122437995 (data)
- Digitale Bibliotheek voor de Nederlandse Letteren: gees019
- Gemeinsame Normdatei: 143545299
- International Standard Name Identifier: 0000 0000 8366 5390
- Library of Congress Control Number: no2002013715
- NARCIS: PRS1282004
- Nationale Bibliotheek van Tsjechië: jcu2010589609
- Nationale Bibliotheek van Israël: 987007261664505171
- Nederlandse Thesaurus van Auteursnamen: 07460645X
- Istituto Centrale per il Catalogo Unico: TO0V066515
- Système universitaire de documentation: 031171184
- Virtual International Authority File: 27121736
- WorldCat: E39PBJg8CFcWWwjB3C6jC3Mtrq